# Avenue du Col Vert
L'avenue du Col Vert (en néerlandais : Groenkraaglaan) est une avenue bruxelloise de la commune de Watermael-Boitsfort qui va de l'avenue du Martin-Pêcheur à l'avenue de la Sauvagine sur une longueur totale de 230 mètres.

## Historique et description
L'origine du nom Col Vert vient du canard sauvage le plus commun de nos régions.

## Inventaire régional des biens remarquables
Il n'y a pas de bien remarquable dans cette avenue.